# Agujetas de color de rosa (telenovela)
Agujetas de color de rosa es una telenovela mexicana juvenil producida por Luis de Llano Macedo para la empresa Televisa, exhibida por primera vez en 1994 y 1995.
Protagonizada por Angélica María, Alberto Vázquez y Carlos Bracho (este último entró a sustituir a Vázquez), como protagonistas juveniles tuvo a Natalia Esperón, Flavio César y Alexis Ayala y con las participaciones antagónicas de María Teresa Rivas, Gabriela Hassel, Angélica Aragón, Humberto Elizondo y Nora Salinas.

## Sinopsis
Elisa acaba de quedar viuda y ahora debe sacar adelante a sus 3 hijos: Paola, Daniel y Anita. Elvira, madre del difunto Esteban desea robarle su herencia y para ello contrata a Julián Ledezma, un abogado vil y ambicioso que está enamorado de Paola, quien desea ser una patinadora, ya que la pista de hielo la inspira y llena de tranquilidad.
Gonzalo es un buen hombre, pero su mujer lo ha abandonado y le deja a sus 2 hijos, Martín y Luisito, por lo que ahora debe poner todo su esfuerzo y empeño para evitar que su familia se desbarate. Martín sueña con ser un gran cantante y firmar un contrato con una discográfica. 
Un día, Elisa choca con Gonzalo y a pesar del percance, comienza una bella amistad que le servirá a ella en los momentos difíciles. Cuando Paola y Martín se conocen surge un odio entre ellos que más adelante se convierte en amor, a pesar del interés que hacia Martín siente la amiga de Paola (Vanessa del Moral, la hija del dueño de la pista donde Paola trabaja como mesera y donde patina).
Al notar el interés que Martín y Paola se tienen, Vanessa trata de destruir la relación (enemistándose con Paola, a quien convierte en su odiada rival). Incluso, al enterarse de que en la pista existe un equipo de patinaje en el que participa Paola, Vanessa se inscribe con tal de competir contra su antigua amiga. Paola y Vanessa se convierten en las dos concursantes del equipo para competir contra un equipo extranjero en una gran exhibición de prueba. Durante el desarrollo del evento, cuando Vanessa y Paola son las que patinan, la primera ocasiona que la segunda sufra un grave accidente, aventándola contra las ventanas de los alrededores de la pista. Todo el público está conmocionado por el suceso que tiene lugar, en especial Julián Ledezma y la familia de Paola. Ella es trasladada al hospital de inmediato. Las expectativas de que vuelva a caminar son muy difíciles, informan los doctores a la familia Armendariz. Sin embargo, a pesar de todos los pronósticos iniciales, y después de varios tratamientos y una operación, Paola vuelve a caminar. 
Entre tanto, Vanessa se va de gira con Martín. Sin embargo, debido a los constantes ataques de celos de su compañera, y por otros detalles, Martín pide alejar a Vanessa del grupo, a quien ya no soporta. Todos transcurre de manera normal durante las siguientes semanas.
Vanessa comienza a mostrar síntomas de enfermedad que preocupan a su madre. Ella manda a hacerle unos análisis a su hija, y por medio de ellos, se confirma que su hija padece de cáncer, y que sólo le queda muy poco tiempo de vida. Acongojada, la madre de Vanessa solicita ver a Martín, a quien le cuenta la enfermedad de su hija. El joven queda impactado. La madre le solicita, además, que se case con su hija para hacerle pasar unos momentos felices a Vanessa antes de su partida. Martín duda en aceptar, pero cuando Vanessa se desmaya ante él y ante Paola, el cantante decide aceptar. Visita a Vanessa y le pide matrimonio. Vanessa acepta.
El futuro matrimonio es del dominio público. Paola no puede evitar sentirse mal ante la situación, pero la acepta de buena gana. El día de la boda llega, y antes de que comience el evento, Vanessa comienza a sentirse mal. La novia es trasladada a su domicilio, en donde todos los invitados están a la expectativa (Paola y Vanessa platican en el cuarto). El momento trágico llega por fin. Vanessa muere en medio del llanto de sus padres y la conmoción de Martín, Paola y sus respectivos familiares, que iban a asistir a la boda. 
Después de que Vanessa es sepultada, Paola y Martín reanudan su relación. Pero los conflictos de Martín con su mánager se hacen más grandes, y el joven decide enfrentarlo. Esto ocasiona que Martín sea llevado injustamente a la cárcel. Paola, desesperada, solicita la ayuda de Julián Ledezma, el cual acepta sacar de la cárcel a Martín. Paola se compromete, como agradecimiento, a casarse con él. Martín es liberado, en tanto que su antiguo mánager es llevado a la cárcel.
Mientras tanto, la relación sentimental entre Elisa y Gonzalo (quien se había divorciado de su esposa) comienza a agrietarse. Los celos invaden a Gonzalo cuando aparece un nuevo pretendiente de Elisa (César). Pero posteriormente todo se compone, y Elisa y Gonzalo nuevamente reanudan su amor. 
Martín busca a Paola. Sin embargo, ella ya está casada con Julián, y además, le dice que ya no lo ama. Gonzalo aconseja a su hijo olvidarse para siempre de Paola. Ante esto, el joven decide irse de gira al exterior, pues ya no le queda nada que le impida eso. Martín y su grupo se van de gira, alcanzando un éxito espectacular y elevándose a la categoría de artistas reconocidos. 
Gonzalo, feliz del éxito de su hijo, decide posponer un tiempo su relación con Elisa para ir a ver a su hijo. Pero el avión en el que viaja falla, teniendo consecuencias fatales para los pasajeros. Con esto, termina la vida de Gonzalo y el amor entre él y Elisa.
Pasa el tiempo, el matrimonio entre Julián y Paola enfrenta algunos problemas. Elisa y su familia se involucran en un internado, en donde surgen nuevas historias. Todo tipo de cosas separa a la familia Armedariz pero al final todo se arregla, Doña Elvira se arrepiente de toda la maldad que le causó a su propia familia y pide perdón.
Sólo el amor y apoyo, logró que una familia se reuniera y esta vez para siempre.

## Elenco
- Angélica María - Elisa Morán vda. de Armendáriz
- Alberto Vázquez - Gonzalo Dávila
- Carlos Bracho - Jorge Bosch
- Natalia Esperón - Paola Armendáriz Morán
- Flavio César - Martín Dávila
- Alexis Ayala - Julián Ledezma
- María Teresa Rivas   -  Doña Elvira Villaseñor vda. de Armendáriz
- Gabriela Hassel - Vanessa Del Moral
- Pedro Armendáriz Jr.   - Aarón Zamora
- Roxana Chávez - Irma de Zamora
- Liliana Weimer - Patricia de Dávila
- Eulalio González "Piporro"   - Antonio Rosas
- Angélica Aragón - Bertha
- Eduardo Liñán - Alonso Del Moral
- Anel - Rebeca de Del Moral
- David Ostrosky    - Víctor Manuel Medina
- Óscar Servin   - Bruno
- Monserrat Ontiveros - Avelina "Lina" Gómez Calderón
- Pedro Weber "Chatanuga"   - Nicolás Dávila
- Irán Castillo - Cecilia Zamora Gómez
- José María Torre - Daniel Armendáriz Morán
- Marisol Mijares - Renata Zamora
- Alan Gutiérrez - Jerónimo Martínez
- Marisol Centeno - Ana "Anita" Armendáriz Morán
- Felipe Colombo - Luis "Luisito" Dávila
- Shanti Clasing - Marisol
- Leonardo Daniel - Miguel Davis
- Julissa - Dolores "Lola"
- Ofelia Guilmáin    - Bárbara
- Enrique Guzmán - César Galán
- César Évora - Esteban Armendáriz
- Diego Schoening - Tavo
- Humberto Elizondo - Tomás
- Sergio de Bustamante   - Gino
- Sergio Blass - Christian
- Nora Salinas - Jessica
- Charlie - Él mismo
- Alejandro Moreno - Rodrigo
- Francesca Guillén - Deborah / Fernanda Gómez Calderón
- Silvia Campos - Marcela
- Karla Álvarez   - Isabel
- Ariane Pellicer - Lorelei / Vilma (espía)
- Sherlyn - Clarita
- Alejandra Peniche - Gloria Gómez Calderón
- German Robles   - Jaime[1]
- Sergio Acosta - Ismael Pérez
- Eduardo Arroyuelo - Rubén
- Alejandro Ibarra - Aldo
- Sergio Ochoa - Fernando
- Adriana Acosta - Adriana
- Kelly - Kelly
- Sheyla Tadeo - Sheyla
- Edith Márquez - Edith del Castillo
- Cecilia Toussaint - Mariana
- Claudia Hernández
- Irlanda Mora
- Isaac Edid - Rafa
- Regina Torné - Mercedes Bosch
- Alfredo Alegría - Lenguardo
- Eugenio Bartilotti - Silver
- Diego Sieres - Memo
- Lourdes Reyes - Laura
- Giorgio Palacios - Del Prado
- Alejandra Espejo - Dinorah
- Luis Gimeno   - Lucio
- Jorge Russek   - Pompeyo
- Patricio Castillo   - Serafín
- Manuel Gurría - Coque
- Sandra Olivares - Lorena
- Arleth Terán - Secretaria
- Anna Silvetti - Silvia Santiesteban de Bosch
- Eduardo Schillinsky
- Yadira Santana
- Marcela Pezet
- Vaitiare Bandera - María
- Raúl Meraz   - César Ledezma (padre de Julián)
- Juan Carlos Colombo - Dr. Belazcuarán
- Guillermo Murray  - El Conde
- Lourdes Munguía - Fabiola
- Miguel Pizarro
- Toño Infante - Toño (profesor de Educación Física)
- Adal Ramones - Adal (empleado del hotel)
- Amira Cruzat
- Charo - Rubí
- Jacqueline Voltaire   - Profesora de Urbanidad
- Héctor Sandarti - Fredy (asistente de Charlie)
- Zoila Quiñones
- Arturo Peniche
- Silvia Derbez   - Fernanda vda. de Arizmendi
- Fernando Borges - Chofer
- Juan Verduzco   - Sr. Méndez
- Óscar Morelli  - Mayordomo de mansión
- Antonio Miguel - Ángel del cielo
- Julio Bracho - El Pirañas
- Laureano Brizuela - Laureano (padre de Cristian)
- Arath de la Torre - Cliente tortería
- Charly López - Félix
- Mauricio Aspe - Estudiante
- Paola Otero - Estudiante
- Manuel Landeta - Ramiro / Arnol (espía)
- Elsa Navarrete - Invitada boda
- Mauricio Barcelata - Invitado boda
- Agustín Arana - Enamorado de Lina
- Víctor Noriega - Él mismo
- Julio Vega  - Representante de la disquera
- Rafael del Villar - Personal del aeropuerto
- Rosa María Bianchi - Madre de estudiante
- Violeta Isfel - Estudiante de primaria
- Alejandro Ávila - Huésped hotel
- Roxana Castellanos - Huésped hotel

## Banda sonora
- La telenovela sacó dos discos recopilatorios de las canciones de la novela, tanto cantadas por los actores de la novela como por otros cantantes juveniles del momento. Dada la popularidad de la novela, resultaron un gran éxito de ventas.

Disco 1: Agujetas de color de rosa
- Agujetas de color de rosa - Curvas Peligrosas
- Inolvidable - Flavio César
- En tus manos - Angélica María
- Mi oración - Alberto Vázquez
- La vida es rosa - Irán Castillo
- Al filo de lo prohibido - Alan Gutiérrez
- Tengo tantos novios - Marisol Mijares
- Amigo de bolsillo - Marisol Centeno
- Me tienes que prometer - Gabriela Torrero
- Superprendido - Los Chicos del Boulevard
- Siempre estarás en mí - Irán Castillo y José María Torre
- Cruce de sonrisas - José María Torre

Disco 2: Más agujetas de color de rosa
- Mi chico prohibido - Curvas Peligrosas
- Mi novio volvió - Irán Castillo
- Voy, voy, voy - Onda Vaselina
- Cuchi fever - Charo
- Energía - Microchips
- Corazón - Stephanie Salas
- Tatuaje - Gabriela Torrero
- Vueltas - Sentido Contrario
- Superstar - Marisol Centeno
- Somos la luz del mañana - Sergio Blass
- Oyendo tu voz - Microchips
- Qué tienen tus besos - Angélica María
- Agujetas de color de rosa (Bacalao Mix) - Curvas Peligrosas

## Equipo de producción
- Historia original: Susan Crowley
- Adaptación: Sergio Schmueler
- Supervisión literaria: Gabriela Ortigoza
- Edición literaria: Alejandro Fuente
- Producción musical: Manuel Pacho
- Editor: Alfredo Sánchez
- Escenografía: Mirsa Paz
- Ambientación: Verónica Luna, Manuel Domínguez
- Diseño de vestuario: Gabriela Chávez, Vanessa Zamora
- Coordinador de arte: Juan José Urbini
- Gerentes de producción: Lety Díaz, Cecilia Fuentes M.
- Realización de videoclip: Patty Juárez, Edgar Ballesteros
- Escenas de Riesgo en Patines: Frank Martínez G.
- Director de cámaras: Manuel Barajas
- Directora de escena en locación: Karina Duprez
- Director de escena: Otto Sirgo
- Producción asociada: Fides Velasco
- Productor: Marco Flavio Cruz
- Productor ejecutivo: Luis de Llano Macedo

## Premios y nominaciones

### Premios TVyNovelas 1995
| Categoría                  | Nominado(a)             | Resultado |
| -------------------------- | ----------------------- | --------- |
| Mejor telenovela           | Luis de Llano Macedo    | Nominado  |
| Mejor actriz protagónica   | Angélica María          | Nominada  |
| Mejor primera actriz       | María Teresa Rivas      | Nominada  |
| Mejor actor de reparto     | Pedro Weber "Chatanuga" | Ganador   |
| Mejor actriz joven         | Natalia Esperón         | Nominada  |
| Mejor actor joven          | Alexis Ayala            | Nominado  |
| Mejor revelación femenina  | Irán Castillo           | Nominada  |
| Mejor revelación femenina  | Natalia Esperón         | Ganadora  |
| Mejor revelación masculina | Flavio César            | Ganador   |
| Mejor actriz infantil      | Marisol Centeno         | Ganadora  |
| Mejor actor infantil       | Felipe Colombo          | Nominado  |
| Mejor telenovela juvenil   | Luis de Llano Macedo    | Ganador   |

### Premios El Heraldo de México 1994
| Categoría                | Nominado(a)          | Resultado |
| ------------------------ | -------------------- | --------- |
| Mejor telenovela         | Luis de Llano Macedo | Nominado  |
| Mejor actriz             | Angélica María       | Nominada  |
| Mejor revelación del año | Natalia Esperón      | Ganadora  |
| Mejor revelación del año | Flavio César         | Nominado  |
| Mejor revelación del año | Irán Castillo        | Nominada  |

### Premios ACE 1995
| Categoría                | Nominada      | Resultado |
| ------------------------ | ------------- | --------- |
| Mejor revelación del año | Roxana Chávez | Ganadora  |

### Premios TP de Oro 1995
| Categoría        | Nominado             | Resultado |
| ---------------- | -------------------- | --------- |
| Mejor telenovela | Luis de Llano Macedo | Nominado  |

### Premios Eres 1995
| Categoría                       | Nominado             | Resultado |
| ------------------------------- | -------------------- | --------- |
| Mejor telenovela                | Luis de Llano Macedo | Ganador   |
| Mejor lanzamiento en televisión | Natalia Esperón      | Ganadora  |

## Lanzamiento internacional
- Filipinas GMA 7 (esta es la primera telenovela en 1996 apodada en Tagalo, otras son ABC 5's Morena Clara y ABS-CBN 2's María Mercedes).

## Versiones
- Se realizó una adaptación árabe por MBC en 2005 nombrada Rakkaus nuoriso.
- En 2011 Televisa realizó una nueva versión de esta historia, Esperanza del corazón también producida por Luis de Llano Macedo y protagonizada por Bianca Marroquín, Patricio Borghetti, Lucía Méndez, Thelma Madrigal y Mane de la Parra. Este remake fue una fusión con la telenovela Confidente de secundaria del mismo productor.